# Сотников, Владимир Петрович (инженер)

## Биография
Родился в 1904 году в селе Борки Борковской волости Ливенского уезда Орловской губернии (ныне в Тербунском районе Липецкой области) в крестьянской семье Петра Алексеевича и Аксиньи Семёновны Сотниковых.
Был старшим ребёнком в большой семье.
В 1920-х годах отец отказался вступать в колхоз и у него отобрали лошадь, корову и другое имущество. Отец настоял чтобы сын покинул село, уехал в город Шахты на Донбассе, где работал откатчиком в шахте.
В начале 1930-х годов переехал в город Кривой Рог, где устроился на роботу в шахту и поступил учиться на вечернее отделение рабфака. В 1936—1938 годах работал начальником шахты на руднике имени Артёма в Кривом Роге.
Весной 1938 года направлен в город Марганец в трест «Никополь-Марганец», где работал главным инженером.
В 1941 году оборудование треста и специалисты были эвакуированы на Урал, в город Ивдель (посёлок Полуночное), где находилось месторождение марганцевых руд. Начал работать главным инженером рудника.
В 1943 году вызван в Москву, где был назначен управляющим треста «Никополь-Марганец» в городе Марганец.
21 февраля 1944 года, после освобождения Марганца, подписан приказ о возобновлении деятельности треста «Никополь-Марганец», управляющим утверждён отозванный с Урала В. П. Сотников.
В апреле 1944 года восстановлена и введена в эксплуатацию шахта № 15 рудника имени Ворошилова. К концу 1944 года в тресте восстановлены и введены в эксплуатацию 9 шахт, временная обогатительная фабрика и РУ имени Ворошилова. Восстановлены ЦЭММ, отремонтировано 6700 м² жилья, 13 общежитий, школа ФЗО, 3 бани, 3 клуба, 6 общеобразовательных школ, 2 пекарни, 8 детских садов, больница. В тресте работало 530 стахановцев, 762 ударника, 7 фронтовых бригад, 13 комсомольско-молодёжных коллективов.
В 1955 году командирован в Чехословакию, где руководил советскими специалистами на урановом руднике близ города Яхимов.
В 1960 году вернулся в Марганец, где ему предложили должность директора техникума. От должности он отказался и остался на пенсии.
Умер в 1965 году в Марганце. Прощание проходило в центральном дворце культуры. Похоронен на марганецком кладбище по Кленовой улице (40-летия Октября).

## Награды
- Орден Трудового Красного Знамени (31.03.1945).